# STS-88
«Индевор» STS-88 — первая строительная миссия, выполненная НАСА по программе сборки Международной космической станции. Основной задачей миссии была доставка на орбиту американского модуля «Юнити» (Unity) с двумя стыковочными переходниками и пристыковка модуля «Юнити» к уже находящемуся в космосе модулю «Заря». В грузовом отсеке шаттла находились также два демонстрационных спутника MightySat, а также аргентинский исследовательский спутник. Эти спутники были запущены после того, как экипаж шаттла закончил работы связанные с МКС, и шаттл отстыковался от станции. Полётное задание было успешно выполнено, в ходе полёта экипажем было осуществлено три выхода в открытый космос.

## Экипаж
- (НАСА): Роберт Кабана (Robert Cabana, 4-й космический полёт), командир экипажа
- (НАСА): Фредерик Стеркоу (Frederick Sturckow, 1-й космический полёт), пилот
- (НАСА): Нэнси Кэрри (Nancy Currie, 3), специалист полёта
- (НАСА): Джерри Росс (Jerry Ross, 6), специалист полёта
- (НАСА): Джеймс Ньюман (James Newman, 3), специалист полёта
- (Роскосмос): Сергей Крикалёв (Россия, 4), специалист полёта

Сергей Крикалёв второй раз отправился в космос на американском шаттле. Первый полёт на шаттле «Дискавери» STS-60 Крикалёв совершил в 1994 году.

## Выходы в открытый космос
- Выход 1 —  Росс и Ньюман
- Цель: подключение силовых и информационных кабелей между модулями «Заря» и «Юнити»
- Начало: 7 декабря 1998 — 22:10 UTC
- Окончание: 8 декабря — 05:31 UTC
- Продолжительность: 7 часов 21 минут

Это 1-й выход в космос связанный с МКС, 1-й выход по американской программе связанный с МКС. Это 5-й выход в космос Джерри Росса и 1-й выход Джеймса Ньюмена.
- Выход 2 —  Росс и Ньюман
- Цель: подготовка модулей «Заря» и «Юнити» к совместному функционированию
- Начало: 9 декабря 1998 — 20:33 UTC
- Окончание: 10 декабря — 03:35 UTC
- Продолжительность: 7 часов 02 минуты

Это 2-й выход в космос связанный с МКС, 2-й выход по американской программе связанный с МКС. Это 6-й выход в космос Джерри Росса и 2-й выход Джеймса Ньюмена.
- Выход 3 —  Росс и Ньюман
- Цель: подготовка инструментов и оборудования для продолжения сборки МКС
- Начало: 12 декабря 1998 — 20:33 UTC
- Окончание: 13 декабря — 03:32 UTC
- Продолжительность: 6 часов 59 минут

Это 3-й выход в космос связанный с МКС, 3-й выход по американской программе связанный с МКС. Это 7-й выход в космос Джерри Росса и 3-й выход Джеймса Ньюмена.

## Подготовка к полёту

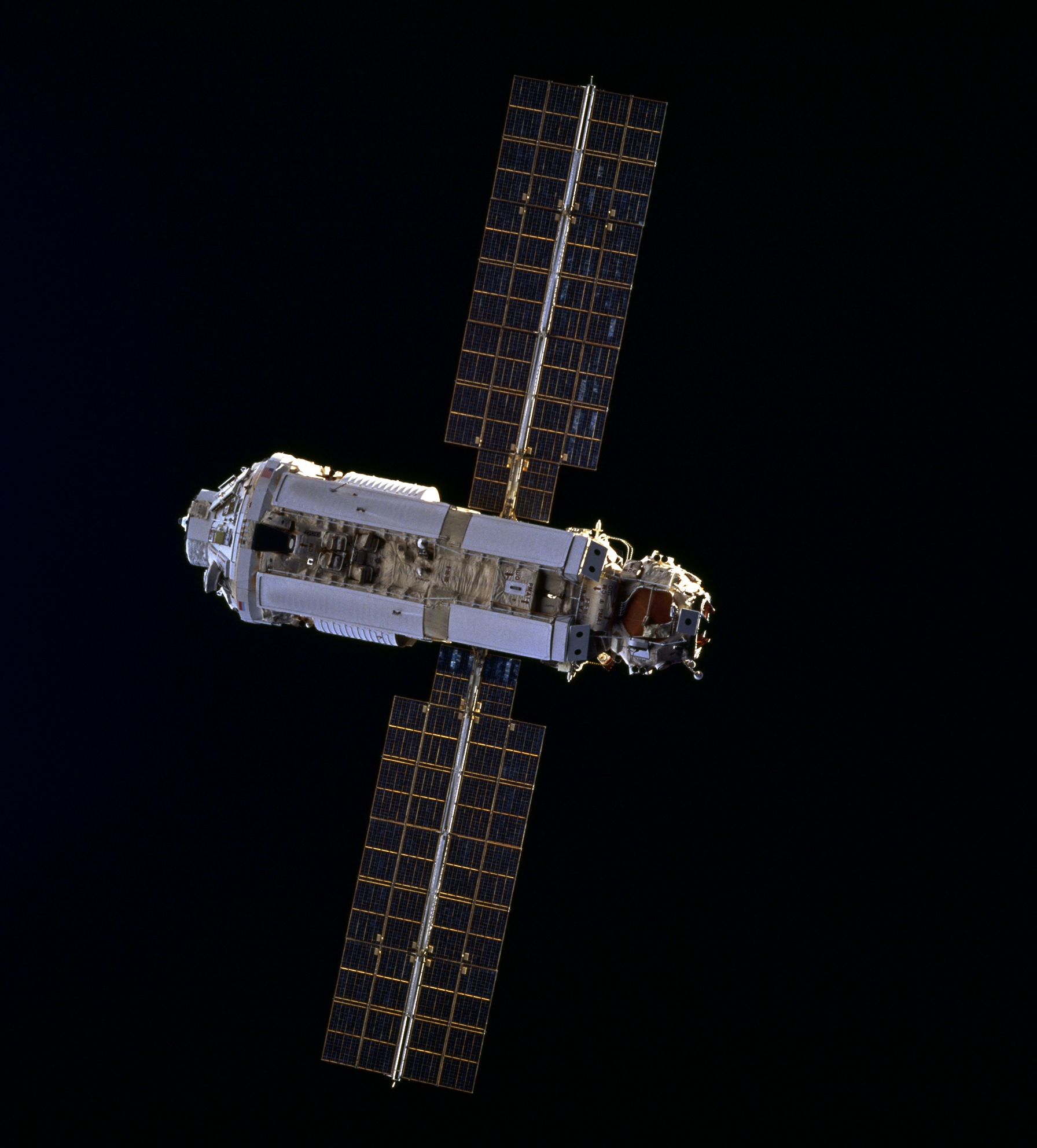
Модуль «Заря» — первый модуль будущей станции.

Первоначально старт миссии «Индевор» STS-88 планировался на 4 декабря 1997 года, но затем старт был перенесён на июль 1998 года, а позже на декабрь 1998 года. Связующий модуль Node 1, который был назван «Юнити» (Unity) — это первый модуль созданный в США для международной космической станции и доставленный на орбиту американским шаттлом. Модуль «Юнити» представляет собой цилиндр с двумя стыковочными адаптерами. Один адаптер служит для стыковки с российским модулем «Заря», а второй адаптер служит для стыковки шаттлов.
- 15 октября шаттл «Индевор» был перевезен из ангара в здание вертикальной сборки.
- 21 октября шаттл «Индевор» был вывезен из здания вертикальной сборки на стартовую площадку 39А.
- 23 ноября НАСА официально объявило дату и время старта шаттла «Индевор» STS-88 — 3 декабря 1998 года в 08:59 UTC (3:59 a. m. EST).

- 3 декабря Первая попытка старта, предпринятая 3 декабря, была прервана. За четыре минуты до момента старта датчики показали падение давления в гидравлической системе шаттла. Старт был отменён и перенесён на сутки.

## Полёт

### 4 декабря (Старт и первый день полёта)
4 декабря шаттл «Индевор» STS-88 успешно стартовал. После того как астронавты заняли свои места в кабине, в 06:10 UTC был закрыт люк. 4 декабря в 08:35:34 шаттл «Индевор» STS-88 успешно стартовал.
Во время старта российский модуль «Заря», который находился на орбите с 20 ноября, совершил уже 222 витка вокруг Земли. По сообщениям российского центра управления полётом, все системы модуля «Заря» исправны, за исключением одной из шести систем подзарядки батарей. Среди полезных грузов, которые «Индевор» доставил на орбиту, были и запасные части для неисправной системы подзарядки.
Примерно через полчаса, после выхода на орбиту был открыт грузовой отсек шаттла. «Индевор» находился на расстоянии в 25.000 км от модуля «Заря» и сокращал это расстояние на 1000 км после каждого витка вокруг Земли.
В 14:21 UTC для экипажа начался период сна (отбой).

### 4 — 5 декабря (второй день полёта)
Подъём ото сна в 21:36 UTC (04.12)
Астронавты проверяли работоспособность робота-манипулятора и готовили скафандры для выходов в открытый космос.
Отбой в 11:36 UTC (05.12)

### 5 — 6 декабря (третий день полёта)
Подъём ото сна в 19:36 UTC (05.12)
В 23:45 UTC, с помощью робота-манипулятора, которым управляла Нэнси Курье, из грузового отсека шаттла был поднят модуль «Юнити», вес которого 12,8 тонн. Затем «Юнити» был подведён к стыковочному узлу шаттла. Когда стыковочный адаптер (PMA-2) «Юнити» был в нескольких дюймах от стыковочного узла шаттла, командир «Индевора» Роберт Кабана включил двигатель и шаттл состыковался с модулем «Юнити». Через некоторое время было выровнено давление между стыковочным адаптером «Юнити» и кабиной шаттла, а затем был открыт люк между шаттлом и стыковочным адаптером «Юнити». Люк между стыковочным адаптером и собственно модулем «Юнити» оставался закрытым.
Шаттл продолжал приближаться к модулю «Заря», который находился на расстоянии около 12.000 км от него.
Отбой в 09:36 UTC (06.12)

### 6 — 7 декабря (четвёртый день полёта)
Подъём ото сна в 16:36 UTC (06.12)

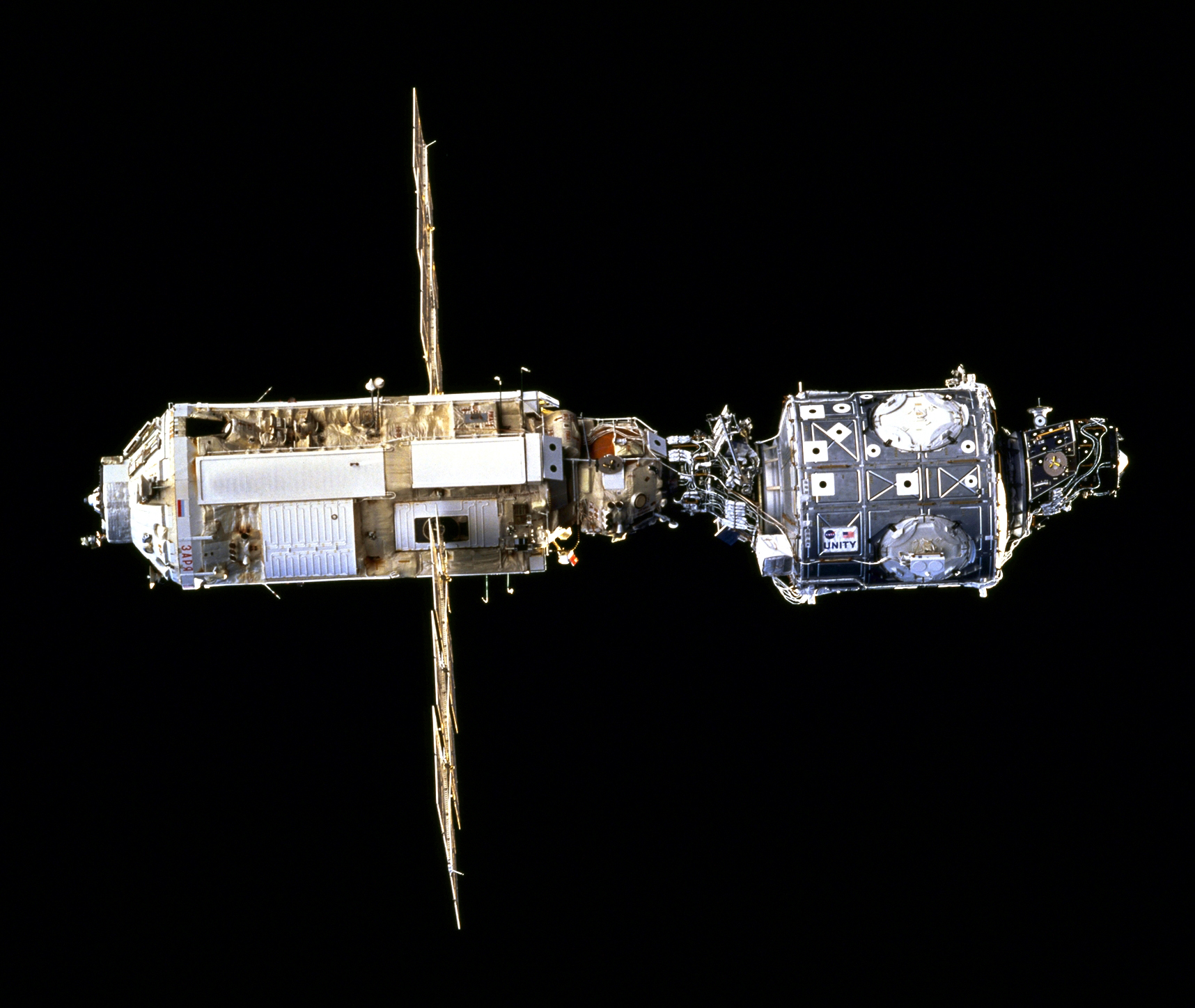
Модуль «Заря» и модуль «Юнити» — зародыш МКС.

Шаттл «Индевор» приблизился к модулю «Заря». Когда модуль «Заря» был примерно в трёх метрах от шаттла, в 23:47 UTC, он был захвачен роботом-манипулятором и в 02:07 UTC (7 декабря) подведён к противоположному стыковочному адаптеру модуля «Юнити» (PMA-1). Роберт Кабана включил двигатель и состыковал адаптер модуля «Юнити» с модулем «Заря». В 02:48 UTC (7 декабря) сработал стыковочный механизм и оба модуля были стянуты и образовали одну связанную общую конструкцию. Эта конструкция возвышалась на 23 метра над грузовым отсеком шаттла, вес этой конструкции составил 35 тонн. С помощью камеры, установленной на роботе-манипуляторе, Нэнси Курье осмотрела антенны системы стыковки модуля «Заря», которые не были полностью раскрыты в автоматическом режиме. Позже астронавты Росс и Ньюман во время выхода в открытый космос полностью раскрыли эти антенны.
Отбой в 09:36 UTC (07.12)

### 7 — 8 декабря (пятый день полёта, первый выход в открытый космос)
Подъём ото сна в 17:41 UTC (07.12)
7 декабря астронавты Джерри Росс и Джеймс Ньюман осуществили первый выход в открытый космос. Выход начался в 22:10 UTC и закончился в 05:31 UTC (8 декабря). Для передвижения в открытом космосе вдоль станции, Росс и Ньюман использовали робот-манипулятор шаттла, которым управляла астронавт Нэнси Курье. Во время выхода астронавты подключили силовые и информационные кабели между российским модулем «Заря» и американским «Юнити», в общей сложности астронавты установили около 40 соединений. Росс и Ньюман также установили поручни на внешней поверхности станции. Эти поручни будут использоваться астронавтами для передвижения вокруг станции во время следующих выходов в открытый космос.
После того как астронавты соединили цепи электропитания между модулями «Заря» и «Юнити», по команде переданной из российского центра управления полётом, были активированы преобразователи напряжения, через которые модуль «Юнити» был подключен к цепям электропитания модуля «Заря». В американском центре управления полётом наблюдали как в 03:49 UTC (8 декабря) включились и ожили системы модуля «Юнити». Перед завершением первого выхода в космос Джерри Росс снял термозащитную крышку с модуля «Юнити», так как система управления модуля начала самостоятельно контролировать тепловой режим. Джеймс Ньюман проверял установку антенн системы стыковки на модуле «Заря».
Во время этого выхода, Джерри Росс установил новый, для американских астронавтов, рекорд суммарной продолжительности пребывания в открытом космосе. Это был пятый выход в открытый космос Джерри Росса. Его общее время пребывания в открытом космосе составило 30 часов и 8 минут. До этого времени этот рекорд (29 часов 41 минут) принадлежал астронавту Томасу Аккерсу, который совершил пять выходов в открытый космос во время полётов «Индевор» STS-49 и «Индевор» STS-61.
Пилот шаттла Рик Стеркоу ассистировал астронавтам, работавшим в открытом космосе.
Отбой в 09:36 UTC (08.12)

### 8 — 9 декабря (шестой день полёта)
Подъём ото сна в 18:06 UTC (08.12)
В этот день экипаж имел больше времени для отдыха, после напряжённой работы в предыдущие дни. Астронавты проводили подготовку к следующему выходу в открытый космос и открытию люков в МКС, состоящую из двух модулей: «Заря» и «Юнити».
Отбой в 08:36 UTC (09.12)

### 9 — 10 декабря (седьмой день полёта, второй выход в открытый космос)
Подъём ото сна в 16:36 UTC (09.12)
9 декабря в 20:33 UTC астронавты Джерри Росс и Джеймс Ньюман начали второй выход в открытый космос. Второй выход продолжался 7 часов и 2 минуты и закончился в 03:35 UTC (10 декабря). Во время второго выхода в открытый космос Джерри Росс и Джеймс Ньюман убрали с модуля «Юнити» крепления, с помощью которых он был закреплён в грузовом отсеке шаттла. Кроме того, астронавты установили и подключили множество антенн систем связи и коммуникации. Затем астронавты полностью раскрыли антенну системы автоматической стыковки на российском модуле «Заря». Ранее эту антенну не удалось раскрыть автоматически. В заключении Росс и Ньюман активировали систему электропитания между модулями «Заря» и «Юнити».
Отбой в 08:36 UTC (10.12)

### 10 — 11 декабря (восьмой день полёта)
Подъём ото сна в 16:41 UTC (10.12)
Чтобы попасть в станцию, астронавтам пришлось открыть шесть люков:
- между кабиной шаттла и стыковочным узлом шаттла
- между стыковочным узлом шаттла и стыковочным адаптером 1
- между стыковочным адаптером 1 и модулем «Юнити»
- между модулем «Юнити» и стыковочным адаптером 2
- между стыковочным адаптером 2 и стыковочным узлом модуля «Заря»
- между стыковочным узлом модуля «Заря» и модулем «Заря».

В 19:55 UTC был открыт люк в модуль «Юнити» и Кабана и Крикалёв, как представители США и России, вошли внутрь станции, в модуль «Юнити». Они стали первыми космонавтами, вошедшими в создаваемую Международную космическую станцию. В 21:12 был открыт люк между модулями «Юнити» и «Заря» и космонавты впервые вошли внутрь российского модуля, который находился на орбите с 20 ноября. Впервые в этот момент Международная космическая станция стала обитаемой.
Внутри станции астронавты приводили системы станции в рабочее состояние.
Крикалёв и Курье заменили неработающий блок перезарядки одной из батарей модуля «Заря».
Отбой в 08:36 UTC (11.12)

### 11 — 12 декабря (девятый день полёта)
Подъём ото сна в 16:36 UTC (11.12)
Астронавты продолжали работы по активации систем станции и удалению транспортных креплений внутри станции. Включали системы освещения и вентиляции, а также переносили материалы и оборудование из шаттла в станцию.
В 22:41 UTC (11 декабря) командир экипажа Роберт Кабана и российский космонавт Сергей Крикалёв закрыли люк в модуль «Заря». В 00:26 UTC (12 декабря) был закрыт люк в модулю «Юнити». Таким образом, Международная космическая станция была впервые обитаемой в течение 28,5 часов.
Отбой в 08:36 UTC (12.12)

### 12 — 13 декабря (десятый день полёта, третий выход в открытый космос)
Подъём ото сна в 16:36 UTC (12.12)
12 декабря 20:33 UTC астронавты Джерри Росс и Джеймс Ньюман начали третий выход в открытый космос. Третий выход продолжался 6 часов и 59 минут и закончился в 03:32 UTC (13 декабря). Во время третьего выхода в открытый космос Джерри Росс и Джеймс Ньюман укрепили на внешней поверхности модуля «Заря» инструменты, поручни и приспособления для крепления ног. Астронавты также провели фотосъёмку с различных позиций двух состыкованных между собой модулей — «Заря» и «Юнити».
В общей сложности, за три состоявшихся выхода, астронавты Росс и Ньюман провели 21 час и 22 минуты в открытом космосе. Джерри Росс в общей сложности за семь выходов провёл 44 часа и 9 минут в открытом космосе, больше чем какой-либо другой американский астронавт. Ньюман совершил 4 выхода, общей продолжительностью 28 часов и 27 минут.
Отбой в 08:36 UTC (13.12)

### 13 — 14 декабря (одиннадцатый день полёта)
Подъём ото сна в 16:36 UTC (13.12)
В 20:25 UTC произошла расстыковка шаттла и МКС. Шаттл отошёл от станции примерно на 140 метров и совершил облёт станции.
В 04:31 UTC (14 декабря) из грузового отсека шаттла был поднят и выпущен аргентинский спутник — Argentine Satelite de Aplicaciones/Scientifico-A.
По сигналам управления из центра управления полётом станция была развёрнута так, что модуль «Юнити» был направлен вниз, на Землю, а модуль «Заря» — вверх, в космос. Станции было придано медленное вращения, 1 оборот за 30 минут, чтобы поддерживать благоприятный температурный режим.
Отбой в 09:36 UTC (14.12)

### 14 — 15 декабря (двенадцатый день полёта)
Подъём ото сна в 17:36 UTC (14.12)
Экипаж проводил подготовку к возвращению на Землю. Командир корабля Роберт Кабана и пилот Фредерик Стеркоу проверяли перед посадкой все системы шаттла.
В 02:09 UTC (15 декабря) выпущены в космос два демонстрационных спутника MightySat.
Отбой в 09:36 UTC (15.12)

### 15 — 16 декабря (тринадцатый день полёта)
Подъём ото сна в 17:36 UTC (15.12)
В 02:46 UTC (16 декабря) были включены двигатели на торможение. В 03:50, когда скорость шаттла снизилась до скорости звука, в районе места приземления был услышан звуковой удар.
В 03:54 UTC (16 декабря) шаттл «Индевор» приземлился. Продолжительность полёта составила 11 суток 19 часов 18 минут.
Это была десятая в истории полётов шаттлов ночная посадка. Местное время в районе посадки — 22 часа 54 минут.

## Итог
Миссия «Индевор» STS-88 завершилась успешно. Начата сборка на орбите Международной космической станции.